# ライラック (色)

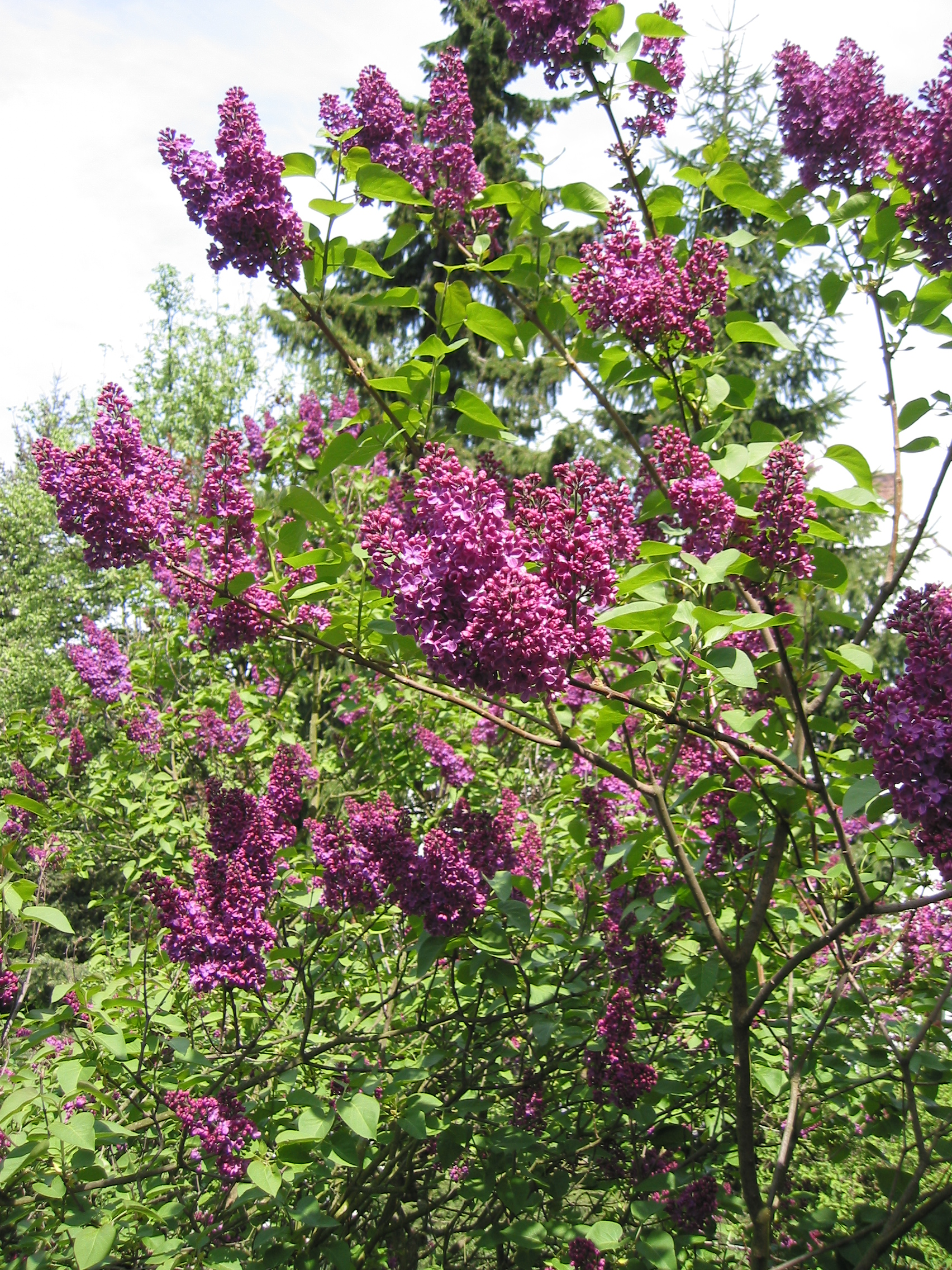
ライラックの花

ライラックは色の一つ。ライラックの花の色を由来とする。英語で薄紫色でもある。
日本工業規格において、JIS慣用色名の1つとしてこの色名が次のようにマンセル値で定義されている。

## 近似色
- 藤色
- 葡萄色
- マゼンタ
- 紅色
- 藍色